# Deleción clonal
La deleción clonal es la eliminación mediante apoptosis de células B y células T que han expresado receptores para sí mismos antes de convertirse en linfocitos completamente inmunocompetentes. Esto evita el reconocimiento y la  destrucción de las propias células del huésped, lo que lo convierte en un tipo de selección negativa o tolerancia central. La tolerancia central evita que los linfocitos B y T reaccionen contra sí mismos. Por tanto, la deleción clonal puede ayudar a proteger a los individuos contra la autoinmunidad. Se cree que la deleción clonal es el tipo más común de selección negativa. Es un método de tolerancia inmunológica.

## Descubrimiento y función
Frank Macfarlane Burnet propuso que las células autorreactivas son terminados antes de la maduración para evitar una mayor proliferación en su estudio de 1959. Hay millones de células B y células T dentro del cuerpo, ambas creadas dentro de la médula ósea y las últimas maduran en el Timo, de ahí la T. Cada uno de estos linfocitos expresa especificidad para un epítopo particular, o la parte de un antígeno para el cual B los receptores de células T y células T reconocen y se unen. Existe una gran diversidad de epítopos reconocidos y, como resultado, es posible que algunos linfocitos B y T se desarrollen con la capacidad de reconocerse a sí mismos. Las células B y T se presentan con autoantígeno después de desarrollar receptores mientras aún se encuentran en los órganos linfoides primarios.  Aquellas células que demuestran una alta afinidad por este autoantígeno a menudo se eliminan posteriormente para que no puedan crear una progenie, lo que ayuda a proteger al huésped contra la autoinmunidad. Por lo tanto, el huésped desarrolla tolerancia a este antígeno, o tolerancia propia. 

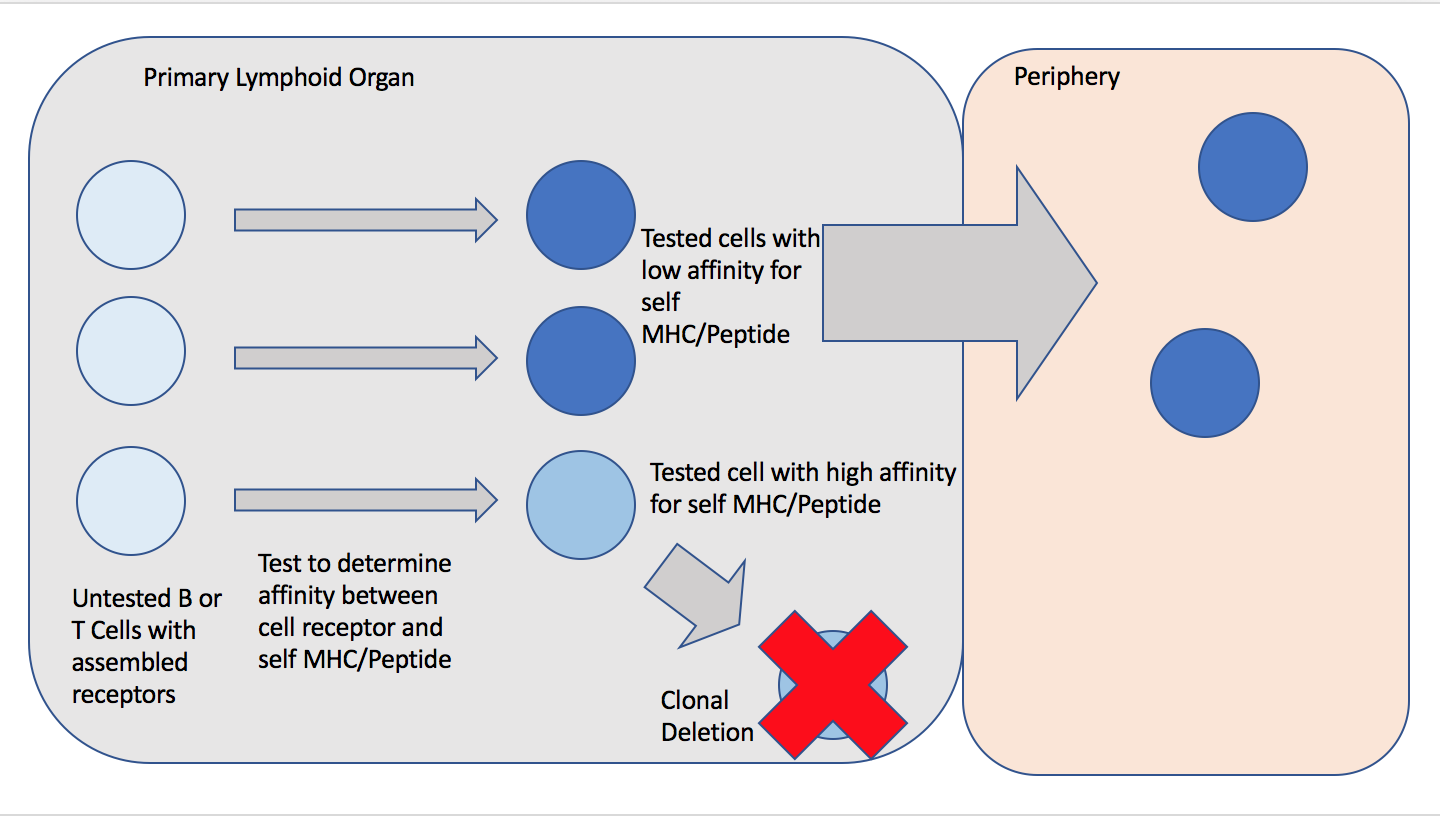
Una representación visual del proceso de deleción clonal en los órganos linfoides primarios.

## Localización
Los linfocitos B y T se prueban para determinar su afinidad por los complejos MHC/péptido propios antes de dejar los órganos linfoides primarios y entrar en la periferia. Si demuestran una alta afinidad por el autoantígeno, un método para prevenir la autoinmunidad es mediante la deleción clonal. Aquí es donde el linfocito recibiría señales apoptóticas de la célula presentadora de antígeno (APC). Es importante señalar que no todos los linfocitos que expresan una alta afinidad por el autoantígeno experimentan una deleción clonal. Los linfocitos B también pueden participar en la edición del receptor de cadena ligera, el reemplazo del gen VH, o ser liberados y luego sufrir una selección negativa en la periferia. En cambio, los linfocitos T pueden sufrir detención clonal, anergia clonal y edición clonal. Si las células autorreactivas escapan a la deleción clonal en el timo o en la médula ósea, existen mecanismos en la periferia que involucran a las células T reguladoras para evitar que el huésped contraiga una enfermedad autoinmune.  Sin embargo, tanto para las células B como para las células T en los órganos linfoides primarios, la deleción clonal es la forma más común de selección negativa.

### Células B
Los linfocitos B que demuestran una alta afinidad por las células propias pueden sufrir una deleción clonal dentro de la médula ósea. Esto ocurre después de que se ensambla el receptor funcional de células B (BCR). Es posible que las células B con alta autoafinidad no se eliminen porque requieren señales de activación y estimulación de las células T autorreactivas. Estas células T a menudo se eliminan mediante deleción clonal, dejando las células B autorreactivas sin estimular ni activar.  Estas células B no representan una amenaza, incluso en la periferia, porque no pueden activarse sin una célula T autorreactiva que las estimule.

### Células T
Entre el 2% y el 5% de los linfocitos T desarrollan receptores autorreactivos. La mayoría de estos se someten a una selección negativa por deleción clonal.

#### Corteza tímica
Las células T que muestran una alta afinidad por los complejos de péptidos/MHC propios, pueden sufrir una deleción clonal en la corteza del timo. Las células dendríticas tímicas y los macrófagos parecen ser responsables de las señales apoptóticas enviadas a las células T autorreactivas en la corteza tímica.

#### Médula tímica
Las células T también tienen la oportunidad de sufrir una deleción clonal dentro de la médula tímica si expresan una alta afinidad por los complejos MHC/péptido propios. La selección positiva ocurre en la corteza tímica, lo que sugiere que es posible que una célula experimente una selección positiva dentro de la corteza y luego una selección negativa en la médula a través de la deleción clonal. Las células epiteliales son responsables de la deleción clonal dentro de la médula. Estas células epiteliales medulares expresan un regulador autoinmune (AIRE en inglés) que permite que estas células presenten proteínas específicas de otras partes del cuerpo a los linfocitos T. Esto ayuda a eliminar las células T autorreactivas que reconocen una proteína de una parte específica del cuerpo.

## Deleción clonal completa vs. incompleta
La deleción clonal completa da como resultado la apoptosis de todos los linfocitos B y T que expresan una alta afinidad por el autoantígeno. La deleción clonal incompleta da como resultado la apoptosis de la mayoría de los linfocitos B y T autorreactivos. La deleción clonal completa puede generar oportunidades para el mimetismo molecular, que tiene efectos adversos para el huésped.  Por lo tanto, la deleción clonal incompleta permite un equilibrio entre la capacidad del huésped para reconocer antígenos extraños y autoantígenos. 

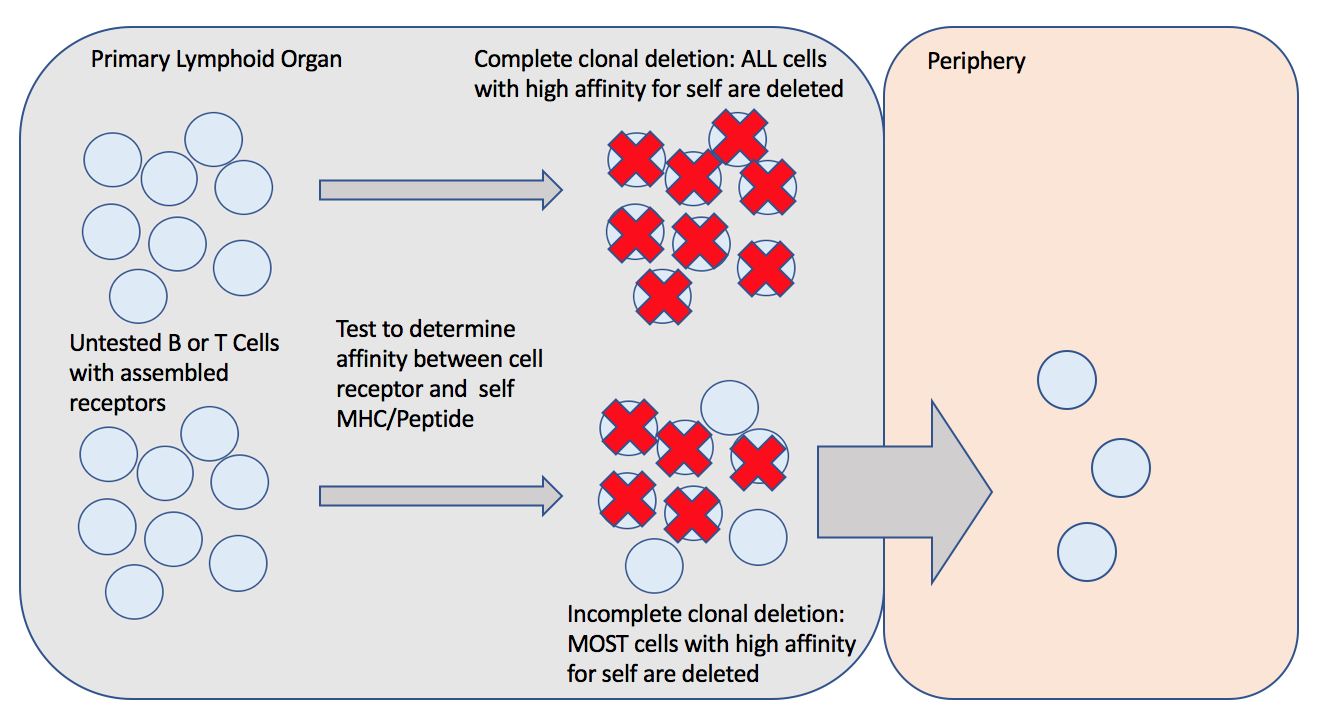
Una representación visual de la deleción clonal completa e incompleta

## Métodos de explotación

### Mimetismo molecular
La deleción clonal proporciona un incentivo para que los microorganismos desarrollen epítopos similares a las proteínas que se encuentran dentro del hospedador. Debido a que la mayoría de las células de respuesta automática experimentan una deleción clonal, esto permite que los microorganismos con epítopos similares al antígeno del huésped escapen al reconocimiento y la detección por parte de los linfocitos T y B. Sin embargo, si se detecta, esto puede conducir a una respuesta autoinmune debido a la similitud de los epítopos en el microorganismo y el antígeno del huésped. Se ven ejemplos de esto en Streptococcus pyogenes y Borrelia burgdorferi. Es posible, pero poco común, que el mimetismo molecular dé lugar a una enfermedad autoinmune. 

### Superantígenos
Los superantígenos están compuestos de proteínas virales o bacterianas y pueden secuestrar el proceso de deleción clonal cuando se expresan en el timo porque se asemejan a la interacción del receptor de células T (TCR) con los propios MHC/péptidos. Por tanto, a través de este proceso, los superantígenos pueden prevenir eficazmente la maduración de las células T afines.